# Sottoinsieme cofinale
In matematica, sia (A,≤) un insieme preordinato e B un sottoinsieme  di A. B si dice cofinale se soddisfa la seguente condizione:
{\displaystyle \forall a\in A\;\exists b\in B{\text{ tale che }}a\leq b}.